# Studium nauczycielskie
Studium nauczycielskie (skrót: SN) – dwuletnia szkoła pomaturalna (półwyższa) kształcąca przyszłych nauczycieli szkół podstawowych w klasach I–VIII. Istniała w polskim systemie edukacji w latach 1954–1975 i ponownie od 1984 do połowy lat 90. XX wieku.

## Historia
Studia nauczycielskie, tworzone od lat 50. XX wieku, stanowiły jeden z wielu elementów sowietyzacji Polski Ludowej, w tym przypadku przejmowania zasad organizacyjnych systemu edukacji ZSRR. Początkowo SN-y, powstałe 1 września 1954, kształciły nauczycieli klas V–VII (w ostatnich latach również VIII), zaś od 1956 również przyszłych nauczycieli dla klas początkowych I–IV. Tylko największe z nich prowadziły szeroki zakres kierunków przedmiotowych, zaś zdecydowana większość kształciła w jednym lub w kilku kierunkach. Nauka odbywała się w systemie stacjonarnym, dla pracujących i zaocznym. SN-y podlegały odpowiedniemu wojewódzkiemu Kuratorium Oświaty, poza SN-ami Wychowania Fizycznego, którymi zarządzał Główny Komitet Kultury Fizycznej i Turystyki. System ten działał do 1975, początkowo równolegle z liceami pedagogicznymi, stopniowo je wypierając. Ostatni rocznik opuścił szkoły w 1975, a kształcenie nauczycieli przejęły szkoły wyższe. Studia nauczycielskie, jako przejściową formę kształcenia nauczycieli na poziomie półwyższym, przywrócono w 1984. Ich absolwenci mogli kontynuować zaocznie naukę na uniwersyteckich studiach magisterskich.
Słuchaczy SN-ów zwyczajowo nazywano studentami, proces kształcenia – studiami (studiowaniem), szkoły – uczelniami, a nauczycieli prowadzących zajęcia – wykładowcami, co poświadczało status zakładów jako szkół półwyższych, choć np. organizacja roku nauki była zgodna z rokiem szkolnym (w SN-ach rozpoczynał się 1 września), a nie akademickim.

## Siedziby
1 września 1954 w Polsce utworzono pierwszych 7 studiów nauczycielskich w następujących miastach:
- Studium Nauczycielskie w Katowicach
- Studium Nauczycielskie w Kielcach
- Studium Nauczycielskie w Olsztynie
- Studium Nauczycielskie w Poznaniu
- Studium Nauczycielskie w Raciborzu
- Studium Nauczycielskie w Szczecinie
- Studium Nauczycielskie w Toruniu

Liczba SN-ów rosła systematyczne (w 1960/1961 były 52) aż do 1968/1969, kiedy w Polsce działały 82 takie szkoły, a od następnego roku następowało ich wygaszanie (w 1969/1970 było 70, w 1970/1971 – 46, a w 1971/1972 już tylko 11). Ostatnie SN-y wzorowane na radzieckich, zamknięto w 1975.

### Studia nauczycielskie w województwie katowickim (1954–1975)
Przykładowo, w województwie katowickim w latach 1954–1975 działało 9 SN-ów, w tym 6 państwowych i 3 związkowe, prowadzone przez Związek Nauczycielstwa Polskiego:

#### Państwowe
- Studium Nauczycielskie w Katowicach (1 września 1954 – 31 sierpnia 1971) na bazie Liceum Pedagogicznego w Katowicach i Wyższego Kursu Nauczycielskiego w Katowicach (ul. Jagiellońska 28) (kierunki: początkowo 15, później matematyka, fizyka, zajęcia praktyczne, przedmioty przyrodnicze oraz pedagogiczne)
  - Punkt Konsultacyjny w Bielsku-Białej (1962–1965, dla wybranych kierunków)
  - Punkt Konsultacyjny w Częstochowie (1962–1963, dla wybranych kierunków)
  - Punkt Konsultacyjny w Rybniku (1962–1963, dla wybranych kierunków)
  - Punkt Konsultacyjny w Bytomiu (1965–1967, dla wybranych kierunków)
  - Punkt Konsultacyjny w Katowicach (1962–1971, dla wszystkich prowadzonych kierunków)

- Studium Nauczycielskie w Częstochowie (1 września 1957 – 31 sierpnia 1971) utworzono w siedzibie likwidowanej Wyższej Szkoły Ekonomicznej w Częstochowie (ul. Deglera 31, dawne koszary) (kierunki: początkowo zmienne, w tym gospodarczy, a od 1967 fizyka z chemią, fizyka z matematyką, gospodarstwo domowe)
  - Punkt Konsultacyjny w Sosnowcu (I–VII 1964)
  - Punkt Konsultacyjny w Częstochowie (1969–1971, ogólnopolski dla kierunku gospodarczego)

- Studium Nauczycielskie Wychowania Fizycznego w Katowicach (1 września 1957 – 31 sierpnia 1971) na bazie Technikum Wychowania Fizycznego (ul. Świerczewskiego 1) (kierunki: wychowanie fizyczne, biologia)
- Studium Nauczycielskie w Gliwicach (1 września 1959 – 31 sierpnia 1975) w budynku Liceum Pedagogicznego (ul. Buczka 13) (kierunki: filologia polska, filologia rosyjska, historia, geografia, nauczanie początkowe i zajęcia praktyczno-techniczne, przejściowo również inne)
- Studium Nauczycielskie w Cieszynie (1 września 1960 – 31 sierpnia 1971) na bazie Liceum Pedagogicznego (ul. Bielska 62) (kierunki: filologia polska, historia i wychowanie obywatelskie, wychowanie muzyczne, rolniczy)
- II Zaoczne Studium Nauczycielskie w Katowicach (1 września 1962 – 31 sierpnia 1975) w Ośrodku Szkolenia Kursowego (ul. 1 Maja 45/47), a od 1967 w Technikum Przemysłowo-Pedagogicznym (ul. Zawadzkiego 26) (kierunki: górniczy i mechaniczny – oba na potrzeby szkolnictwa zawodowego).

#### Związkowe
- Studium Nauczycielskie dla Pracujących ZNP w Bielsku-Białej (1958–1961), w Liceum Pedagogicznym dla Wychowawczyń Przedszkoli (kierunek: pedagogika ze specjalnością wychowanie przedszkolne),
- Studium Nauczycielskie dla Pracujących ZNP w Katowicach (1961–1964), w Liceum Ogólnokształcącym im. Mikołaja Kopernika (kierunek: prace ręczne i rysunki) oraz w Liceum Muzycznym (kierunki: muzyka ze śpiewem i oświatowy),
- Studium Nauczycielskie dla Pracujących ZNP w Sosnowcu (1963–1964) w Liceum Pedagogicznym w Sosnowcu (kierunki: filologia polska i matematyka).